# エルフロート
エルフロートは、2014年5月24日に結成された日本の女性アイドルグループ。

## 沿革
- 2014年5月24日 「アイスのようにとろける妖精」をコンセプトにグループ名「エルフ（妖精）＋フロート（アイス）を掛けて"エルフロート"」でデビュー。
- 2014年11月15日 1stワンマンライブ「Your fairy here now」を池袋Black Holeにて開催。
- 2014年11月24日 秋葉原ロケットゲートにてモカ卒業。
- 2015年2月17日 渋谷RUIDO K2にてモモ加入。
- 2015年5月24日 2ndワンマンライブ「Fairy continue to fly」を原宿アストロホールにて開催。この日を持ってアイリ卒業。

同時にマアヤがエルフロートへ昇格する。
- 2015年7月29日 秋葉原ロケットゲートにてリリカ卒業。
- 2015年10月5日 3rdワンマンライブ「A new challenge」を渋谷RUIDO K2にて開催。3人での初となるワンマンライブ。
- 2016年2月8日 4thワンマンライブ「Fairy want to show」を新宿BLAZEにて開催[1]。
- 2016年8月1日 5thワンマンライブ「Fairy story fantasia」を赤坂BLITZにて開催[2]。
- 2017年2月28日 1st シングル『時折マーメイド』を発売[3]。
- 2017年4月25日 渋谷TSUTAYA O-EASTにて、エルフロート主催無料イベント『ZEPP TOKYOへ掲げる旗の軌跡』を開催[4]。
- 2017年5月24日 単独公演「奇跡の旗」がZeppTokyoにて開催された。妖精の世界観を表現したステージセット[5]。
- エルフロート単独公演「奇跡の旗」Zepp Tokyo DVD無料配布大作戦を決行[6]。
- 2017年8月 TOKYO IDOL FESTIVAL(通称TIF)への初出演を果たす[7]。
- 2018年2月20日、単独公演「エンドロール」をTSUTAYA O-EASTにて開催。
- 2018年4月8日、Zepp DiverCity TOKYOで開催された「カウントアップチャージライブ‼〜IDOLエンタメTOPICS〜」にてサクラお披露目及び加入。
- 2018年4月27日、新宿RUIDO K4にて開催された「あなたと出逢えた軌跡」にてミズキ卒業。
- 2018年4月29日、「エルフロート新メンバー、新曲、新衣装お披露目イベント」にてリカお披露目及び加入。
- 2018年8月13日、武道館アイドル博2018～1000人のアイドルと遊ぼう！～（東京・日本武道館）に出演[8]。
- 2018年12月25日、「モモ社長とクリスマス会〜我等がモモちゃんズ永久不滅ですし〜」をTSUTAYA O-nestで開催。この日をもってモモ卒業。

また、同日に2019年1月21日より、ミオがエルフロートに加入する事を発表。
2019年5月26日、エルフロート5周年記念単独公演「アイスのようにとろける妖精」を神田明神EDOCCOにて開催
- 2019年8月19日、「まやまやパラダイス」を新宿ReNYにて開催、この日をもってマアヤが卒業。
- 2019年9月1日、東京キネマ倶楽部で開催された「GIRLS×GIRLS×GIRLS」にて新メンバー、ナナ加入&お披露目。
- 2019年11月9、10日に台湾･新北市の狀態音樂で開催された「推しは増やすものだ」に出演。グループ初の海外公演となる。
- 2019年12月11日、ブルーフォレスト定期公演にてナナが卒業。
- 2020年5月6日、エルフロート及び姉妹グループのI.D.And Fly LooMメンバー全員セルフプロデュースへ[9]。
- 2020年6月24日、新メンバーユヅキ加入を発表。7月1日定期公演にてお披露目。
- 2020年9月3日、渋谷CLUB QUATTROにて開催された「エルフロートみお卒業公演【愛人の就職】にてミオが卒業。
- 2020年10月30日、神田明神ホールにて開催されたエルフロート解散ライブ【fairy go home】をもって解散。

## 最終メンバー
| 名前   | 誕生日   | 血液型 | 身長  | 担当カラー | 備考     |
| ------ | -------- | ------ | ----- | ---------- | -------- |
| リカ   | 10月07日 | O型    | 153cm | 黄色       | リーダー |
| ユヅキ | 2月14日  | O型    | 160cm | ピンク     |          |

## 旧メンバー
| 名前   | 誕生日  | 血液型 | 身長  | 担当カラー | 備考               |
| ------ | ------- | ------ | ----- | ---------- | ------------------ |
| モカ   | 2月16日 | B型    | 159cm | 黄色       | 2014年11月24日卒業 |
| アイリ | 8月25日 | O型    | 152cm | ピンク     | 2015年5月24日卒業  |
| リリカ | 11月8日 | A型    | 160cm | 紫         | 2015年7月29日卒業  |
| ミズキ | 3月19日 | A型    | 156cm | 赤         | 2018年4月29日卒業  |
| サクラ | 3月7日  | B型    | 150cm | 紫         | 2018年9月17日脱退  |
| モモ   | 6月30日 | A型    | 164cm | 水色       | 2018年12月25日卒業 |
| マアヤ | 1月11日 | O型    | 153cm | ピンク     | 2019年8月19日卒業  |
| ナナ   | 9月29日 | A型    | 163cm | 紫         | 2019年12月11日卒業 |
| ミオ   | 2月16日 | B型    | 163cm | 青         | 2020年9月3日卒業   |

## 主要ライブ

### ワンマンライブ
- 1stワンマンライブ〜Your fairy here now〜（2014年11月15日、池袋Black Hole）
- 2ndワンマンライブ〜Fairy continue to fly〜（2015年5月24日、原宿アストロホール）
- 3rdワンマンライブ〜A new challenge〜（2015年10月5日、渋谷RUIDO K2）
- 4thワンマンライブ〜Fairy want to show〜（2016年2月8日、新宿BLAZE）
- 5thワンマンライブ〜Fairy story fantasia〜（2016年8月1日、赤坂BLITZ）
- エルフロート単独公演〜奇跡の旗〜（2017年5月24日、ZeppTokyo）
- 5周年記念単独公演〜アイスのようにとろける妖精〜（2019年5月26日、神田明神EDOCCO）
- 解散単独公演〜fairy go home〜(2020年10月30日、神田明神ホール)

### 定期公演
- 定期公演

毎週水曜日開催（2020年7月現在）。

## 作品

### アルバム
| タイトル            | 発売日        | 内容 |
| ------------------- | ------------- | --- |
| アメジスト          | 2016年1月20日 | 1. エルフショット ～あなたと出逢えた軌跡～ 2. 精霊NIGHT 3. PAIN ～AIの証～ 4. だいちゅき 5. ヴァンパイアキャッスル 6. 奇跡の旗 |
| トルマリン          | 2016年1月20日 | 1. ライズオブアリス 2. ボーダーライン～もう少しだけ勇気～ 3. 想いストレート 4. ホワイトエンジェル 5. ライクアティンカーベル 6. 時折マーメイド |
| Fairy Tale（FANTASY | 2018年2月20日 | 1. Fairy on Earth(SE) 2. 時折マーメイド 3. 禁断のShall We Dance 4. ライズオブアリス 5. ヴァンパイアキャッスル 6. ライク ア ティンカーベル 7. 精霊NIGHT 8. ホワイトエンジェル 9. 赤い月が見えるまで 10. エルフショット～あなたと出逢えた軌跡～ 11. 無限大ファンタジー |
| Fairy Tale（REAL）  | 2018年2月20日 | 1. 夢標 2. PAIN～AIの証～ 3. プリンセスピーチ～眠り姫～ 4. watertree 5. 赤い月が見えるまで(rock version) 6. ムーンエージェント 7. だいちゅき 8. 想いストレート 9. ボーダーライン～もう少しだけ勇気～ 10. ハートウォール 11. 奇跡の旗                                 |

### 未音源化
- トラストブロッサム
- loser
- 青春に咲くラストレター
- TRIPPER ～ 一緒に見る夢 ～
- オオカミ少年
- ホワイトスノープリンセス
- ホーリーリング
- オトン！オカン！ドカン！
- プリプリプリン・アラモード
- Missing link

## 出演

### 番組
- 日本テレビ『ザ！世界仰天ニュース』再現VTR出演
- テレビ東京『アイドルたちの夏』
- TOKYO MX『関内デビル』
- TOKYO MX『おはよう！アイドルヒルズREMIX』
- TOKYO MX『楽遊のさきどり☆アイドル塾』